# Calozenillia tibialis
Calozenillia tibialis là một loài ruồi trong họ Tachinidae.